# Ernesto Ambrosini
Ernesto Ambrosini (* 29. September 1894 in Monza; † 4. November 1951 ebenda) war ein italienischer Leichtathlet, der in den frühen 1920er Jahren erfolgreich war. Er hatte sich auf die 3000 Meter Hindernis spezialisiert, trat jedoch auch als Läufer über die Mittel- und Langstrecke in Erscheinung.
Zwischen 1919 und 1924 nahm er als Mitglied von Brescia Calcio alljährlich an den italienischen Landesmeisterschaften teil und erzielte dabei folgende Platzierungen:
- 1919: Vierter über 5000 m (16:02,6 min)
- 1920:
  - Vizemeister über 800 m (1:59,0 min)
  - Dritter über 1500 m (4:12,4 min)
- 1921:
  - Dritter über 800 m (2:01,4 min)
  - Dritter über 1500 m (4:07,3 min)
  - Zwölfter über 5000 m (16:10,0 min)
- 1922:
  - Siebter über 800 m (2:02,6 min)
  - Dritter über 1500 m (4:08,7 min)
  - MEISTER über 5000 m (15:18,8 min)
- 1923:
  - Fünfter über 1500 m (4:15,0 min)
  - Vizemeister über 5000 m (15:48,2 min)
  - Vizemeister über 10 000 m (32:46,0 min)
  - MEISTER über 3000 m Hindernis (9:36,6 min)
- 1924: MEISTER über 3000 m Hindernis (9:53,0 min)

Darüber hinaus nahm er an zwei Olympischen Spielen teil: 1920 in Antwerpen und 1924 in Paris.
In Antwerpen startete er über 800 Meter, über 3000 Meter Hindernis sowie zusammen mit Augusto Maccario, Carlo Speroni und Carlo Martinenghi im Mannschaftslauf über 3000 Meter. Über 800 Meter scheiterte er als Vierter seines Halbfinallaufs, obwohl er unter zwei Minuten geblieben war. Im Finale über 3000 Meter Hindernis hingegen konnte er den Schweden Gustaf Mattsson knapp auf Platz vier verweisen und sich hinter dem überlegenen Sieger Percy Hodge aus dem Vereinigten Königreich (Gold in 10:00,4 min) und dem US-Amerikaner Patrick Flynn (Silber in 10:21,1 min) die Bronzemedaille sichern. Gestoppt wurde nur die Siegerzeit; alle übrigen Zeiten wurden geschätzt. Ambrosini hatte etwa 50 Meter Rückstand auf Flynn. Im Finale des Mannschaftslaufs über 3000 Meter liefen die drei besten Italiener an 9., 14. und 15. Position ein, was sie auf den 5. und letzten Platz brachte.
In Paris war Ambrosini ohne Glück. Über 3000 Meter Hindernis schied er als Vierter seines Vorlaufs aus; an die Zeit, mit der er italienischer Meister geworden war (9:53,0 min), kam er nicht mehr heran. Auch die italienische Mannschaft über 3000 Meter (bestehend aus Angelo Davoli, Ferruccio Bruni, Giovanni Garaventa und Ambrosini) scheiterte bereits im Vorlauf.
Für Ernesto Ambrosini werden folgende Bestzeiten angegeben:
- 800 m: 1:59,0 min, gelaufen am 18. Juli 1920 in Busto Arsizio
- 1500 m: 4:07,3 min, gelaufen am 29. Mai 1921 in Mailand
- 5000 m: 15:18,8 min, gelaufen am 17. September 1922 in Busto Arsizio (Platz 4 auf der Jahresweltbestenliste)
- 10 000 m: 32:46,0 min, gelaufen am 10. Juni 1923 in Paris
- 3000 m Hindernis: 9:36,6 min, gelaufen am 9. Juni 1923 in Paris (Platz 1 auf der Jahresweltbestenliste)